# Château de Fossa
Le château de Fossa est un château situé dans la ville de Fossa, province de L'Aquila, dans les Abruzzes.